# Sulzberg (Áustria)
Sulzberg é um município da Áustria, situado no distrito de Bregenz, no estado de Vorarlberg. Tem 23,04 km² de área e sua população em 2019 foi estimada em 1.836 habitantes.